# Bakulin Motors Group
Bakulin Motors Group (БМГ) — инвестиционно-производственный холдинг. Производит автобусы под торговой маркой «Volgabus» (ранее — «Волжанин»), беспилотный транспорт, шасси и комплектующие для автобусов.
Создан в 2014 году на основе активов холдинга Volgabus. Основные производственные площадки — завод «Волгабас-Волжский» (бывший «Волжанин») в городе Волжский Волгоградской области и «Волгабас-Владимир».

## История

### «Волгабас-Волжский»
Первый завод компании основан в 1993 году Анатолием Бакулиным (в то время начальник автоколонны № 1732 в городе Волжский).
Основная производственная площадка — завод в городе Волжский Волгоградской области (число работников — более 600; текущие производственные мощности — 1000 ед. в год).
Первые пять лет работы завод собирал автобусы из машинокомплектов Ликинского автобусного завода. В 1999 году начат серийный выпуск автобусов под маркой «Волжанин». С 2006 года также выпускается линейка городских низкопольных автобусов под маркой «СитиРитм».

### «Volgabus»
В 2008 году создана группа компаний «Volgabus», объединившая в единый холдинг производственные, научные и инвестиционные подразделения. Торговая марка продукции также заменена на «Volgabus».
Компания имела около 20 представительств и дилерских центров в регионах России, а также лабораторию беспилотного транспорта. Volgabus активно сотрудничала с рядом ВУЗов и НИИ по всей России.

### «Bakulin Motors Group»
В 2014 году были осуществлены реорганизация и ребрендинг холдинга, получившего название Bakulin Motors Group (Бакулин Моторс Групп, BMG, БМГ).
В 2017 году компания открыла новый производственный комплекс по сборке автобусов во Владимирской области (в 6 км к востоку от города Лакинск, около деревни Конино). Комплекс рассчитан на 650 работников; планируемый объём выпуска первой очереди — до 1000 автобусов в год; общая планируемая производственная мощность — до 2500 автобусов в год. Общий объём инвестиций оценивается в 3,6 млрд рублей, в том числе господдержка — миллиард рублей.
В 2022 году появились планы по созданию автобусного завода в Хабаровском крае. В 2023 году основатель Bakulin Motors Group Алексей Бакулин заявил, что проект перешёл в стадию исполнения.  Проект реализуется под юридическим лицом ООО «Дальневосточный автокластер», которое является резидентом ТОР «Хабаровск».

## Ключевое направление деятельности
Применение силовых агрегатов на альтернативных источниках энергии (газомоторное топливо, электроэнергия, гибридные установки), для снижения эксплуатационных затрат пользователей техники и снижения выбросов вредных веществ в атмосферу.

## Проекты

### Завод во Владимире
«BMG реализует комплексный инвестиционный проект по созданию современного высокотехнологичного производства автобусных шасси и комплектующих. Завершенный производственный комплекс позволит выпускать до 2 200 единиц шасси в год для городских автобусов в различных вариантах исполнения и обеспечить контрактную сборку транспортных средств.
Планируемая доля экспортной выручки — не менее 30 %. Одним из наиболее перспективных экспортных рынков для компании являются страны Восточной и Южной Африки».
В 2021 году на заводе планируется начать выпуск электробуса VBG 12E.

### Matrёѕhka
Matrёѕhka — прототип беспилотного автобуса. На базе беспилотной платформы «Matrёѕhka» планировался выпуск машин для пассажирских перевозок, коммунальных служб и доставки грузов. Прототип беспилотника «Matrёѕhka» проходил тестирование на территории «Сколково». «Matrёѕhka» без подзарядки способна проехать до 130 км, при этом её максимальная скорость ограничена 30 км/ч. Летом 2018 года появились сведения о закрытии проекта, однако руководитель проекта Алексей Бакулин опроверг эту информацию.

## Государственное финансирование
В конце ноября 2015 года в ходе заседания рабочей группы Агентства Стратегических Инициатив, 5 компаний, включая БМГ были выбраны для участия в программе АСИ и получили доступ к участию в программе «Инвестиционный лифт». В рамках данной программы «компании могут получить доступ к акционерному финансированию, финансированию инвестиционных планов, а также гарантийной и страховой поддержке экспортных контрактов. Участникам механизма также может быть оказана административная и консультационная помощь, в том числе, при продвижении компании и её продукции на целевых международных рынках».

## Собственники и руководство
- Анатолий Васильевич Бакулин — основатель завода «Volgabus» (ранее «Волжанин») — 20%
- Алексей Анатольевич Бакулин — основатель группы «Volgabus» — 20%
- ООО «Реновация» — 60% (50% у предпринимателя Дмитрия Стрежнева через ООО «Инвест-Автоволга», 50% у президента Национальной транспортной ассоциации (ХК «Питеравто») Леонида Бондаренко через ООО «ЛК «Мегаполис»)[15][16]

## Достижения
- Первый туристический автобус европейского уровня («Волжанин 5285»)[17]

## Выставки и награды
- Продукция компании становилась победителем конкурсов «Лучший коммерческий автомобиль года в России»[18][19].
- Компания является первым в России машиностроительным предприятием, представившим свою продукцию на выставках коммерческого транспорта «IAA» (Германия)[20][21].
- В 2011 году компания совместно с Avia Ashok Leyland приняла участие в выставке «Busworld» (Бельгия)[22][23].

## Критика
Компания неоднократно подвергалась критике за чрезмерное увлечение проектами, которые не выходили в серийное производство.
Также, руководство компании неоднократно обвиняли в связях с бывшим губернатором Владимирской области Светланой Орловой, называя Volgabus «стратегическим инвестором с темным прошлым и непонятным будущим».
Завод во Владимирской области строился очень долго, сроки запуска производства были сдвинуты с 2014—2015 годов почти до 2018 года, но, несмотря на все проблемы с запуском проекта, администрация губернатора области несколько лет оказывала Алексею Бакулину и его предприятию поддержку (господдержка предприятия перевалила за миллиард вложенных рублей, а общий объём инвестиций оценивается в 3,6 млрд рублей).